# Guido Van Pottelberghe
Guido Van Pottelberghe (Brugge, 3 juni 1941) is een voormalig Belgische voetballer. Hij speelde onder meer in de hoogste afdeling bij Club Brugge en Union Saint-Gilloise. Hij trad aan als aanvaller en als links- en rechtsbuiten.
In zijn familie speelden zijn vader Firmin Van Pottelberghe van 1943 tot 1948 bij de eerste ploeg van Club Brugge en zijn oom Daniel Van Pottelberghe van 1941 tot 1956. Hoewel Guido Van Pottelberghe en zijn familie dus aanhangers waren van Club Brugge, liep hij toch school in het Sint-Franciscus-Xaveriusinstituut, bekend als de Frères, een school die verbonden was met Cercle Brugge, de grote rivaal van Club Brugge. In zijn schoolperiode ging Van Pottelberghe spelen bij Concordia Brugge, was veel studenten speelden die op school zaten bij de Frères. Concordia verdween echter in 1956 en Van Pottelberghe weigerde als Club Bruggesupporter over te stappen naar Cercle. Hij trok daarom naar school in het Koninklijk Atheneum en in 1957 ging hij bij Eendracht Sint-Pieters-Brugge voetballen, waar hij op jonge leeftijd meteen in de eerste ploeg mocht meespelen in de provinciale reeksen. In 30 wedstrijden scoorde hij er 26 keer.
Door deze goede prestatie mocht hij naar topclub Club Brugge, waar hij na een jaar bij de juniores naar het eerste elftal mocht. In 1960 speelde hij er zijn eerste wedstrijd. In 1960/61 speelde hij al wat meer wedstrijden en op 12 februari scoorde hij voor de eerste maal voor Club. Beroepsmatige werkte Van Pottelberghe ondertussen bij de oliemaatschappij Shell. Het profvoetbal maakte in die periode opgang en Van Pottelberghe moest een keuze maken tussen het voetbal en het werk. Hij koos ervoor in Brussel bij Shell te gaan werken en verliet Club Brugge. Hij kreeg de kans in 1962 over te stappen naar de Brusselse eersteklasser Union. In 1963/64 speelde hij meestal bij de reserveren, aangezien hij ook zijn dienstplicht moest vervullen. Hij speelde in die periode ook bij de militaire nationale ploeg.
In 1964 verliet hij Union om voor VG Oostende te gaan spelen in Derde Klasse. Van 1965 tot 1967 speelde hij in de provinciale reeksen bij SV Loppem. In 1967 werd hij gecontacteerd door Cercle Brugge, dat door een omkoopzaak naar Derde Klasse was teruggezet. Norberto Höfling, trainer van Club Brugge, kon hem echter overhalen om naar Club Brugge te komen dat jaar. In de aanval gaf men bij Club echter dat seizoen de voorkeur aan Raoul Lambert en Gilbert Bailliu en Van Pottelberghe belandde er bij de reserven.
Hij verliet in 1968 Club Brugge weer en hij ging in Vierde Klasse voor CS Yprois spelen. In 1969 trok hij naar FC Hansbeke, een ploeg uit de hoogste klasse van het Katholiek Vlaams Sportverbond. In 1970 ging hij weer in het Brusselse spelen, bij RCS La Forestoise in Derde Klasse. In 1971 ging hij spelen voor tweedeprovincialer Vilvoorde FC, waar hij een jaar later speler-trainer werd. Ondertussen speelde hij ook in het bedrijfsvoetbal voor de voetbalploeg van Shell. In 1974 ging hij in de provinciale reeksen spelen bij FC Le Lorrain Arlon toen hij voor zijn werk bij Shell naar Luxemburg werd overgeplaatst. Toen hij in 1975 terug in Brussel ging werken, werd hij speler-trainer bij Humbeek.
Daarna stopte hij met voetballen bij eerste elftallen. Hij ging nog spelen bij de veteren van SC Grimbergen en in het bedrijfsvoetbal van FC Comarly. Halverwege de jaren 80 speelde hij in Schotland bedrijfsvoetbal bij Shell UK Expro Aberdeen en eind jaren 80 speelde hij terug in België nog bij de veteranen van Black Star FC uit Neder-Over-Heembeek. Begin 20ste eeuw werd hij jeugdtrainer in de omgeving van zijn woonplaats bij KVV Zomergem en SK Lovendegem.